# Angelo Targhini et Leonida Montanari

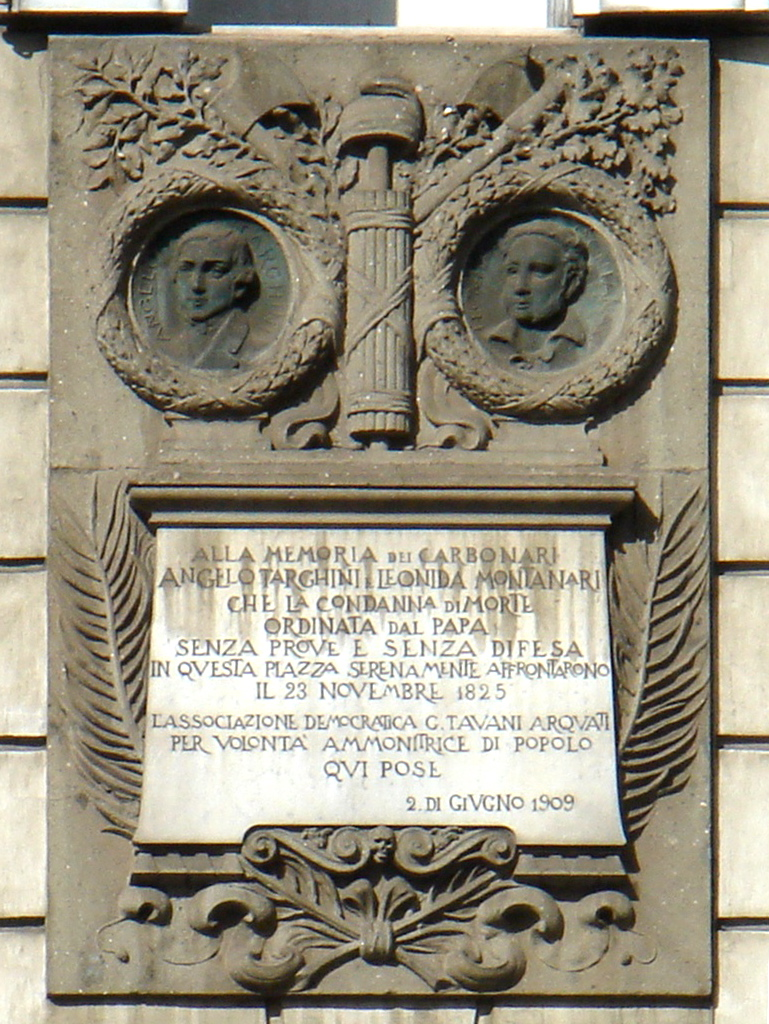
Plaque commémorant les Carbonari Targhini et Montanari, exécutés en 1825, sur la Piazza del Popolo. « Condamnés à mort par le pape sans preuve et sans défense, ils ont affronté sereinement la mort sur cette place le 23 novembre 1825 ».

Angelo (ou Angiolo) Targhini (né à Brescia en 1799 et mort à Rome le 23 novembre 1825) et Leonida Montanari (né à Cesena le 26 avril 1800 et mort à Rome le 23 novembre 1825) sont deux Carbonari italiens membres de l'une des « vendite » (réunions secrètes des Carbonari), dont on découvrit qu'ils avaient tenté de tuer un infiltré. Ils ont été condamnés à mort pour lèse-majesté et exécutés par décapitation,,.
Selon Massimo d'Azeglio qui connaissait Montanari, Angelo Targhini, dont la mère était originaire de Cesena et le père de Brescia, était le fils du cuisinier de Pie VII et peut-être lui-même cuisinier dans les cuisines papales, tandis que Leonida Montanari, originaire de Cesena, était chirurgien et médecin à Rocca di Papa. La vente de Carbonara que Targhini et Montanari avaient organisée avait subi des défections et, probablement par crainte d'une trahison active, il semble que Targhini ait décidé de « donner une leçon » à certains des transfuges. De véritables dénonciations s'ensuivent, suivies d'une douzaine d'arrestations et de condamnations (dont celles de trois autres Romagnoli) et de leur mise à mort. Cela a lieu sous le règne du pape Léon XII.
L'exécution est l'œuvre de Mastro Titta, bourreau de l'État pontifical de 1796 à 1864. En mourant, Targhini et Montanari se sont déclarés « innocents, Carbonari et non-croyants », conformément au rapport de Mastro Titta : « nous n'avons de compte à rendre à personne : notre Dieu se trouve au fond de notre conscience ».
Ils furent tous deux enterrés au Muro Torto, dans la terre déconsacrée où aboutissaient les suicidés, les voleurs, les vagabonds et les prostituées.
Aujourd'hui encore, à gauche de la Porta del Popolo, du côté de la caserne des carabiniers, on peut lire la plaque apposée en 1909 en souvenir de l'exécution des deux Carbonari, par Lorenzo Cozza « Condamnés à mort par le pape sans preuve et sans défense, ils ont affronté sereinement la mort sur cette place le 23 novembre 1825 ».

## Au cinéma
L'histoire a été portée au cinéma par le réalisateur Luigi Magni, dans le film Les Conspirateurs (1969), avec Claudia Cardinale et Nino Manfredi et, dans les rôles des deux révolutionnaires, Robert Hossein (Montanari) et Renaud Verley (Targhini). Robert Hossein, âgé de 40 ans au moment du tournage, jouait le rôle de Montanari, qui avait en réalité 25 ans lorsqu'il a été exécuté. Le doublage italien a donné au carbonaro de Cesena un accent romain.